# Glatens
Glatens is een gemeente in het Franse departement Tarn-et-Garonne (regio Occitanie) en telt 67 inwoners (2009). De plaats maakt deel uit van het arrondissement Castelsarrasin.

## Geografie
De oppervlakte van Glatens bedraagt 2,3 km², de bevolkingsdichtheid is dus 29,1 inwoners per km².
De onderstaande kaart toont de ligging van Glatens met de belangrijkste infrastructuur en aangrenzende gemeenten.

## Demografie
Onderstaande figuur toont het verloop van het inwonertal (bron: INSEE-tellingen).